# Maure-de-Bretagne
Maure-de-Bretagne (tiếng Breton: Anast, Gallo: Maurr) là một xã của tỉnh Ille-et-Vilaine, thuộc vùng Bretagne, miền tây bắc nước Pháp.

## Dân số
Người dân ở Maure-de-Bretagne được gọi là Mauritaniens.
| Năm | 1962 | 1968 | 1975 | 1982 | 1990 | 1999 |
| --- | ---- | ---- | ---- | ---- | ---- | ---- |
| Dân số | 2492 | 2646 | 2516 | 2496 | 2552 | 2470 |
| From the year 1962 on: No double counting—residents of multiple communes (e.g. students and military personnel) are counted only once. |      |      |      |      |      |      |